# Артенья
Артенья (італ. Artegna) — муніципалітет в Італії, у регіоні Фріулі-Венеція-Джулія,  провінція Удіне.
Артенья розташована на відстані близько 490 км на північ від Рима, 85 км на північний захід від Трієста, 20 км на північ від Удіне.
Населення — 2884 особи (2014).
Щорічний фестиваль відбувається 16 серпня. Покровитель — святий Рох.

## Демографія
Населення за роками:

Станом на 1 січня 2023 року в муніципалітеті офіційно проживало 130 іноземців з 35 країн, серед них 32 громадяни країн Євросоюзу та 7 громадян України.

## Сусідні муніципалітети
- Буя
- Джемона-дель-Фріулі
- Маньяно-ін-Рив'єра
- Монтенарс
- Треппо-Гранде